# Schendylotis chrysota
Schendylotis chrysota är en fjärilsart som beskrevs av Edward Meyrick 1910. Schendylotis chrysota ingår i släktet Schendylotis och familjen fransmalar. Inga underarter finns listade i Catalogue of Life.